# 赵云驶
赵云驶（1904年—1986年），男，山西平遥人，中华人民共和国政治人物，曾任内蒙古自治区政协副主席。